# Paracogia acanthopoda
Paracogia acanthopoda är en fjärilsart som beskrevs av Mielke 1977. Paracogia acanthopoda ingår i släktet Paracogia och familjen tjockhuvuden. Inga underarter finns listade i Catalogue of Life.